# Joe Cardona
(en) Statistiques sur pro-football-reference
Joe Cardona (né le 16 avril 1992 à El Cajon, Californie) est un joueur américain de football américain évoluant au poste de long snapper. Il est sélectionné lors de la draft 2015 de la NFL en 166e position par les Patriots de la Nouvelle-Angleterre avec qui il remporte les Super Bowls LI et LIII.

## Biographie

### Carrière universitaire
Joe Cardona joue pour les Midshipmen de la Navy de 2010 à 2014.

### Carrière professionnelle
Sélectionné en 166e position lors de la draft 2015 de la NFL par les Patriots de la Nouvelle-Angleterre, il est le quatrième long snapper à être sélectionné lors d'une draft NFL pour ce seul poste. La marine le libère pour jouer en National Football League pour la saison 2015. Il signe son contrat le 4 juin 2015.
Le 13 mai 2016, le secrétaire de la marine, Ray Mabus, approuve la requête de Joe Cardona pour jouer une nouvelle saison dans la NFL en 2016.

## Palmarès
- Vainqueur des Super Bowls LI et LIII avec les Patriots de la Nouvelle-Angleterre